# Biserica de lemn din Cuieș

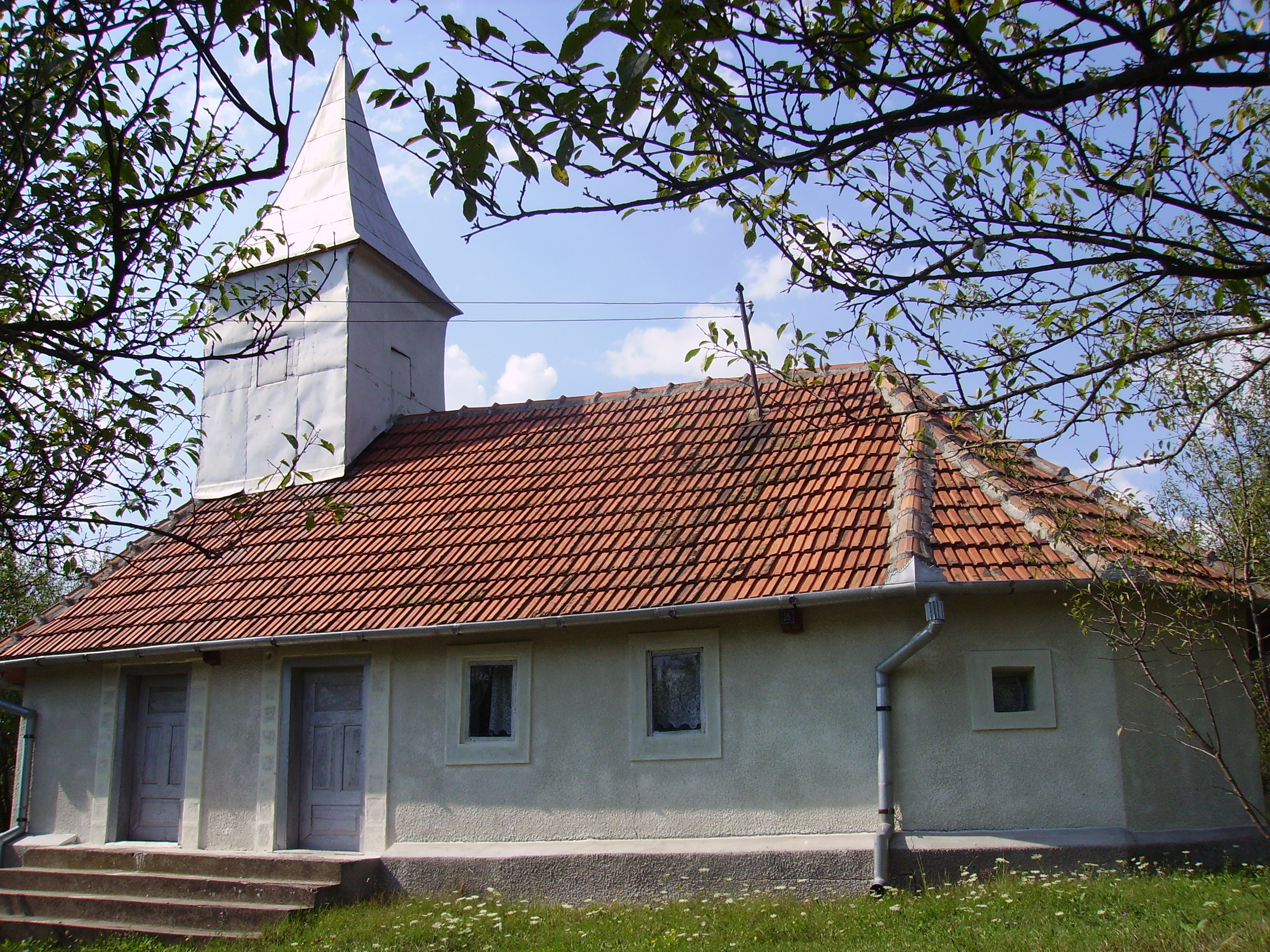
Biserica de lemn „Sfinții Arhangheli Mihail și Gavriil” din Cuieș, comuna Ilia, județul Hunedoara, foto: august 2007.

Biserica de lemn din Cuieș, comuna Ilia, județul Hunedoara a fost ridicată după mijlocul secolului al XIX-lea (1858). Are hramul „Sfinții Arhangheli Mihail și Gavriil”. Biserica nu se află pe noua listă a monumentelor istorice.

## Istoric și trăsături
Comuna Ilia adăpostește șapte lăcașuri de cult din lemn. Satul Cuieș este păstrătorul unei bisericuțe modeste, cu hramul „Sfinții Arhangheli Mihail și Gavril”, ridicată în anul 1858, în timpul păstoririi preotului Dimitrie Raț. 
Edificiul, renovat în 1988, se compune dintr-un altar pentagonal nedecroșat, un naos dreptunghiular de mici dimensiuni și un pronaos tăvănit, deasupra căruia a fost elevată clopotnița scundă, învelită în tablă; la acoperișul propriu-zis s-a folosit țigla. Pereții lăcașului sunt străpunși de două intrări joase, ambele amplasate pe latura sudică. Interiorul, tencuit, a rămas nepictat, fiind reînnoit periodic prin văruire. Biserica actuală a fost precedată de o altă ctitorie de lemn, menționată doar in tabelele conscripției din anii 1829-1831; aceasta era, probabil, cel dintâi lăcaș de cult al obștii, întrucât conscripțiile secolelor XVIII-XIX omit localitatea, iar pe harta iosefină a Transilvaniei (1769-1773) nu figurează nici o biserică.